# 塞尼

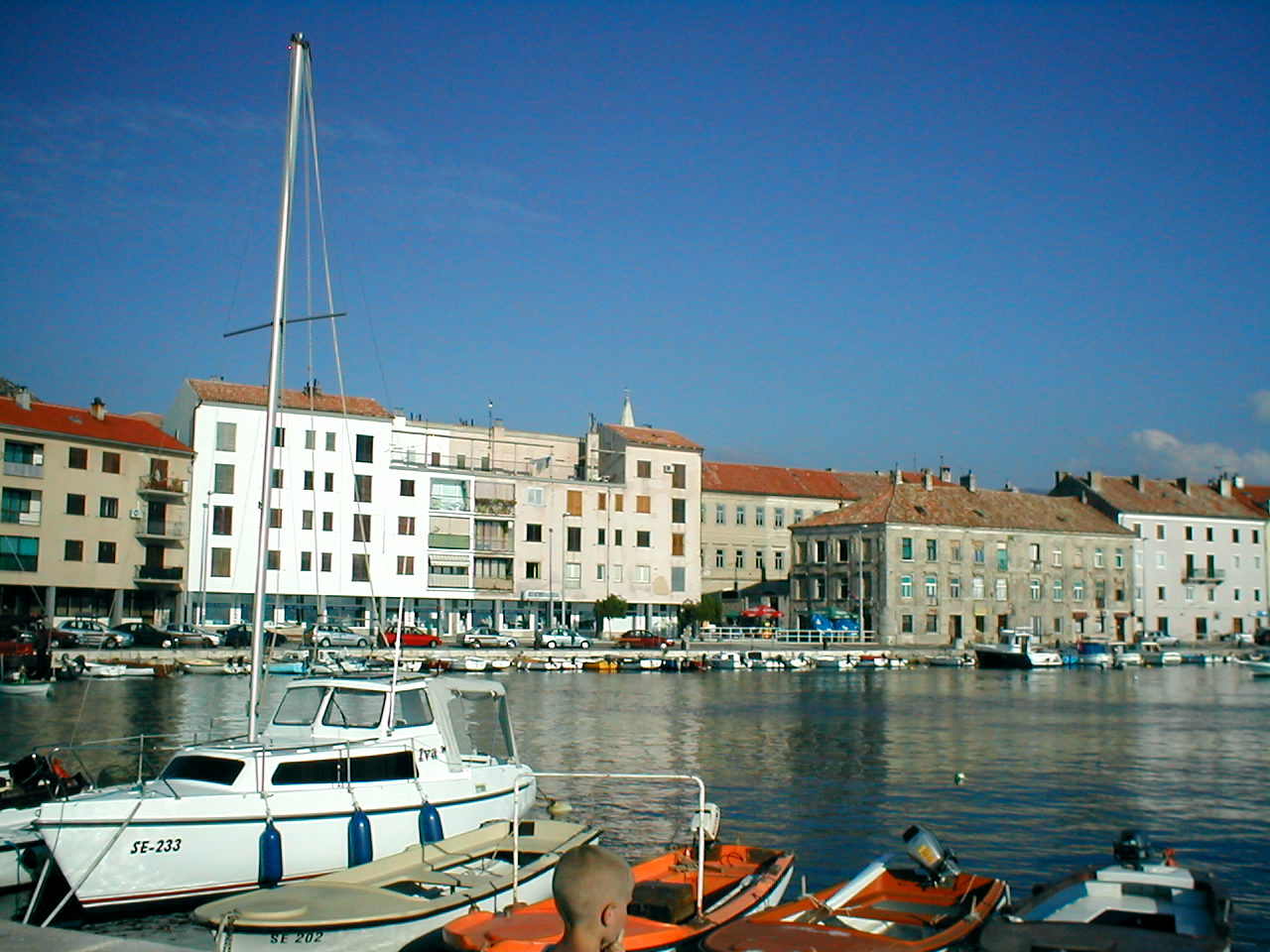

塞尼（發音：[sɛ̂ːɲ]）是克羅地亞的城鎮，位於該國西部小卡佩拉山脉和韦莱比特山脉的山脚，由利卡-塞尼縣負責管轄，面積658平方公里，該地區自史前時代有人類居住，每年平均降雨量1,354毫米，2001年人口8,132。

## 友好城市
- 法國 索尔比耶

## 外部連結
- Official website of the town of Senj （页面存档备份，存于）
- Official website of the Tourist Board of Senj （页面存档备份，存于）